# Grådetur
Grådetur är ett slags tjockt sidentyg (taft) som tillverkades i Tours; senare i allmännare användning som benämning på vissa taftartade vävnader av (halv) siden.